# Kammersdorf (Geiersthal)
Kammersdorf ist ein Gemeindeteil der Gemeinde Geiersthal, Landkreis Regen im Bayerischen Wald.

## Geografie

### Lage
Das Dorf Kammersdorf liegt an einem Südhang zwischen den Orten Geiersthal und Teisnach. Weitere Nachbarorte sind Höfing, Viertlweggrub und Felburg. Die Höhenlage von Kammersdorf beträgt ca. 450–530 m ü. NHN. Die Bebauung in den Orten Geiersthal, Kammersdorf und Teisnach ist fast vollständig verbunden.

### Gewässer
Im Süden des Ortes verläuft der Nußbach, der hier die Gemeindegrenze zu Teisnach bildet. Hier gibt es Eisweiher, die im Winter zum Eisstockschießen und zum Eislaufen genutzt werden und vom EC Kammersdorf betreut werden.

### Verkehr
Durch Kammersdorf verlaufen die Staatsstraße 2636, die Kammersdorf mit Drachselsried im Zellertal und mit den Bundesstraßen 85 und 11 verbindet und die Kreisstraße REG 19, die Richtung Viechtach führt.

## Bevölkerungsentwicklung
Zahl der Einwohner von Kammersdorf:
| Stand      | Einwohner |
| ---------- | --------- |
| 01.01.1970 | 304       |
| 01.01.1980 | 429       |
| 01.01.1990 | 480       |
| 01.01.2000 | 537       |
| 01.01.2005 | 501       |
| 01.01.2008 | 491       |
| 01.01.2009 | 477       |

## Öffentliche Einrichtungen
- Kindergarten St. Josef

## Vereine
Der Eisstockclub Kammersdorf e.V. besteht seit 1970. Der Verein verfügt über einen Eisweiher und ein eigenes Vereinsheim.